# Prima Categoria

Logo prima categoria

La Prima Categoria è il quarto livello dilettantistico e la settima divisione del campionato italiano di calcio ed è organizzato dalla Lega Nazionale Dilettanti tramite i Comitati Regionali, per i quali rappresenta il terzo torneo per importanza dopo l'Eccellenza e la Promozione. In Trentino-Alto Adige i gironi trentini e quelli altoatesini sono organizzati direttamente dai rispettivi Comitati Autonomi Provinciali; per le regioni Piemonte e Valle d'Aosta esiste un solo comitato regionale.

## Storia
Il campionato di Prima Categoria fu istituito nel 1959 in luogo del Campionato Nazionale Dilettanti. Come quest'ultimo, prevedeva una prima fase organizzata dai comitati regionali e una fase finale nazionale tra i 18 campioni regionali per l'assegnazione del titolo di Campione d'Italia Dilettanti; tuttavia la fase nazionale della Prima Categoria fu disputata solo per le prime tre edizioni, vinte rispettivamente da Ponziana (1959-60), Borgomanero (1960-61) e Nocerina (1961-62), per poi essere soppressa. La promozione nel campionato (all'epoca semiprofessionistico) di Serie D non era automatica: la Lega Nazionale Semiprofessionisti aveva facoltà di non ammettere quelle squadre che avevano conquistato la promozione sul campo vincendo il titolo regionale ma risultavano prive dei requisiti infrastrutturali e finanziari richiesti. Le peggiori classificate dei gironi regionali retrocedevano in Seconda Categoria.
La riforma del 1959 ripristinò le denominazioni dei campionati regionali antecedenti al 1922, quando i tre livelli regionali erano Prima, Seconda e Terza Categoria, ed erano organizzate dai "Comitati Regionali". Fu così che nel 1959 le leghe regionali divennero Comitati Regionali, e i tre campionati regionali (Campionato Dilettanti, Prima e Seconda Divisione) assunsero la denominazione di Prima, Seconda e Terza Categoria.
Tra il 1967 e il 1977, tuttavia, il campionato di Prima Categoria fu gradualmente dequalificato a secondo livello regionale, a causa dell'istituzione del campionato di Promozione, al quale furono ammesse le migliori società di Prima Categoria. Il declassamento fu graduale in quanto non tutti i Comitati Regionali organizzarono subito il campionato di Promozione: tra le stagioni 1967-68 e 1975-76 si ebbe una situazione ibrida in cui il massimo livello regionale era la Prima Categoria per alcuni comitati regionali e la Promozione per altri. Solo a partire dalla stagione 1976-77 tutti i Comitati Regionali organizzarono il campionato di Promozione completando il processo di declassamento della Prima Categoria. Come conseguenza del declassamento, la Prima Categoria non metteva più in palio delle promozioni in Serie D ma in Promozione. Nel 1992 la Prima Categoria venne ulteriormente declassata a terzo livello regionale a causa dell'istituzione del campionato di Eccellenza come massimo livello regionale.
In provincia di Bolzano il campionato assume anche il nome tedesco di Erste (1.) Amateurliga, ovvero "prima lega dilettantistica". Nella parte orientale del Friuli, per la comunità slovena, il girone C prende il nome Prva (1.) amaterska liga.

## Regolamento
Elemento comune a tutti i gironi è la promozione dei rispettivi vincitori al campionato di Promozione e la retrocessione delle squadre ultime classificate in Seconda Categoria, mentre variano localmente le società ammesse ai play-off e ai play-out, le ulteriori retrocessioni dirette e il numero complessivo dei club partecipanti.

## Elenco dei gironi per regione
Il numero di partecipanti può variare nel corso degli anni. Nella stagione sportiva 2024/2025 sono state iscritte 1.573 squadre, suddivise in 102 gironi.

### Abruzzo
- Girone A: 16 squadre;
- Girone B: 16 squadre;
- Girone C: 16 squadre;
- Girone D: 16 squadre.

Totale: 64 squadre in 4 gironi

### Alto Adige
- Girone A: 14 squadre;
- Girone B: 14 squadre.

Totale: 28 squadre in 2 gironi

### Basilicata
- Girone A: 14 squadre;
- Girone B: 14 squadre.

Totale: 28 squadre in 2 gironi

### Calabria
- Girone A: 15 squadre;
- Girone B: 15 squadre;
- Girone C: 15 squadre;
- Girone D: 16 squadre.

Totale: 61 squadre in 4 gironi

### Campania
- Girone A: 13 squadre;
- Girone B: 13 squadre;
- Girone C: 14 squadre;
- Girone D: 14 squadre;
- Girone E: 14 squadre;
- Girone F: 13 squadre;
- Girone G: 14 squadre;
- Girone H: 14 squadre.

Totale: 109 squadre in 8 gironi

### Emilia-Romagna
- Girone A: 16 squadre;
- Girone B: 16 squadre;
- Girone C: 16 squadre;
- Girone D: 16 squadre;
- Girone E: 16 squadre;
- Girone F: 16 squadre;
- Girone G: 16 squadre;
- Girone H: 16 squadre.

Totale: 128 squadre in 8 gironi

### Friuli-Venezia Giulia
- Girone A: 14 squadre;
- Girone B: 14 squadre;
- Girone C: 14 squadre.

Totale: 42 squadre in 3 gironi

### Lazio
- Girone A: 16 squadre;
- Girone B: 16 squadre;
- Girone C: 16 squadre;
- Girone D: 16 squadre;
- Girone E: 16 squadre;
- Girone F: 16 squadre;
- Girone G: 16 squadre;
- Girone H: 16 squadre;
- Girone I: 16 squadre.

Totale: 144 squadre in 9 gironi

### Liguria
- Girone A: 16 squadre;
- Girone B: 16 squadre;
- Girone C: 16 squadre;
- Girone D: 16 squadre.

Totale: 64 squadre in 4 gironi

### Lombardia
- Girone A: 16 squadre;
- Girone B: 16 squadre;
- Girone C: 16 squadre;
- Girone D: 16 squadre;
- Girone E: 16 squadre;
- Girone F: 16 squadre;
- Girone G: 16 squadre;
- Girone H: 16 squadre;
- Girone I: 16 squadre;
- Girone L: 16 squadre;
- Girone M: 16 squadre;
- Girone N: 16 squadre.

Totale: 192 squadre in 12 gironi

### Marche
- Girone A: 16 squadre;
- Girone B: 16 squadre;
- Girone C: 16 squadre;
- Girone D: 16 squadre.

Totale: 64 squadre in 4 gironi

### Molise
- Girone A: 16 squadre;
- Girone B: 16 squadre.

Totale: 32 squadre in 2 gironi

### Piemonte e Valle d'Aosta
- Girone A: 16 squadre;
- Girone B: 16 squadre;
- Girone C: 16 squadre;
- Girone D: 16 squadre;
- Girone E: 16 squadre;
- Girone F: 16 squadre;
- Girone G: 16 squadre.

Totale: 112 squadre in 7 gironi

### Puglia
- Girone A: 14 squadre;
- Girone B: 15 squadre;
- Girone C: 14 squadre.

Totale: 43 squadre in 3 gironi

### Sardegna
- Girone A: 16 squadre;
- Girone B: 16 squadre;
- Girone C: 16 squadre;
- Girone D: 16 squadre.

Totale: 64 squadre in 4 gironi

### Sicilia
- Girone A: 13 squadre;
- Girone B: 12 squadre;
- Girone C: 12 squadre;
- Girone D: 14 squadre;
- Girone E: 12 squadre;
- Girone F: 12 squadre.

Totale: 78 squadre in 6 gironi

### Toscana
- Girone A: 16 squadre;
- Girone B: 16 squadre;
- Girone C: 16 squadre;
- Girone D: 16 squadre;
- Girone E: 16 squadre;
- Girone F: 16 squadre.

Totale: 96 squadre in 6 gironi

### Trentino
- Girone A: 16 squadre;
- Girone B: 16 squadre.

Totale: 32 squadre in 2 gironi

### Umbria
- Girone A: 16 squadre;
- Girone B: 16 squadre;
- Girone C: 16 squadre;
- Girone D: 16 squadre.

Totale: 64 squadre in 4 gironi

### Veneto
- Girone A: 16 squadre,
- Girone B: 16 squadre,
- Girone C: 16 squadre,
- Girone D: 16 squadre,
- Girone E: 16 squadre,
- Girone F: 16 squadre,
- Girone G: 16 squadre,
- Girone H: 16 squadre.

Totale: 128 squadre in 8 gironi

## Gli albori del calcio italiano
Col nome di Prima Categoria erano conosciute le prime edizioni del campionato italiano di calcio fino al primo dopoguerra. Quell'antico torneo, precursore dell'odierna Serie A, non ha alcuna relazione con l'omonima manifestazione odierna.